# Bullfrog Productions
Bullfrog Productions byla britská vývojářská společnost, kterou založili v roce 1987 Les Edgar spolu s Petrem Molyneuxem. Jejich cílem bylo tvořit originální počítačové hry s unikátním příběhem a velkou hratelností v malé skupině lidí. Molyneux, velmi schopný designér a programátor, byl pilířem celé firmy a díky němu vznikaly celé desetiletí v Bullfrog Productions herní trháky.
Electronic Arts (EA), jež byla v roce 2000 v dominantní pozici na trhu, masivně skupovala menší vývojářská studia, což vedlo i k akvizici Bullfrog Productions. Peter Molyneux byl proti tomu a z firmy odešel. Díky jeho ztrátě začala společnost upadat, až byla původní skupina v srpnu 2001 rozpuštěna. EA si nechala značku do roku 2004.

## Seznam vytvořených her
- Fusion (1988)
- Populous (1989)
- Flood (1990)
- Powermonger (1990)
- Populous II (1991)
- Syndicate (1993)
- Magic Carpet (1994)
- Theme Park (1994)
- Magic Carpet 2 (1995)
- Theme Hospital (1995)
- Hi-Octane (1995)
- Genewars (1996)
- Syndicate Wars (1996)
- Dungeon Keeper (1997)
- Dungeon Keeper: The Deeper Dungeons (1997)
- Populous 3: The Beginning (1998)
- Dungeon Keeper 2 (1999)
- Sim Theme Park (1999)
- SimCoaster (2001)
- Aquarium (2001)